# Agencia Nacional para la Diáspora
La Agencia Nacional para la Diáspora (en albanés: Agjencia Kombëtare e Diasporës, AKD) es un órgano del estado albanés, dependiente del Consejo de Ministros de Albania, responsable de las relaciones con la Diáspora del Pueblo albanés. La misión de la Agencia es desarrollar y profundizar la cooperación institucional con la comunidad de la Diáspora a través de la mejora y la protección de los derechos e intereses de los ciudadanos albaneses en los países donde viven. Se tiene la intención de proporcionar asistencia para la preservación del patrimonio cultural nacional y la promoción de la cooperación económica entre el país de origen y la diáspora. El organismo está bajo la supervisión del Ministro de Estado para la Diáspora, Pandeli Majko.

## Estructura
A la cabeza de esta institución es el Consejo Directivo, compuesto por 7 miembros, los cuales funcionan de manera colegial. Los miembros son representantes del Ministerio de la Diáspora; Ministerio de relaciones Exteriores; Ministerio del Interior; Ministerio de Economía y Finanzas; Ministerio de Educación, Deportes y Juventud; Ministerio de Cultura; así como por la Comisión Electoral Central.
AKD prepara informes periódicos a la Asamblea y al Consejo de Ministros sobre la diáspora de actividad, que puede ser financiado a partir de diversas donaciones y proyectos.